# Феспис (опера)
Фе́спис (англ. Thespis; or, The Gods Grown Old) — оперная феерия в двух действиях драматурга Уильяма Гилберта и композитора Артура Салливана. Первое исполнение состоялось 26 декабря 1871 года в Гайети-театре в Лондоне.

## История
Импресарио Джон Холлингсхед заказал Салливану создать совместно с Гилбертом комическую оперу-феерию в пародийном стиле бурлеск для Гайети-театра к концу 1871 года. Эта опера с классическим сюжетом, политической сатирой и пародией на большую оперу напоминала «Орфей в аду» и «Прекрасную Елену» Жака Оффенбаха, чьи оперетты были очень популярны на английской сцене, как на английском, так и на французском языках.
Произведение стало первой совместной работой Гилберта и Салливана, творческого сотрудничества, ставшего самым известным и успешным в викторианской Англии, и существенно отличается от их более поздних произведений. Оперу рекламировали как «совершенно оригинальный оперный гротеск в двух действиях». Успешно исполненная впервые во время рождественских увеселительных мероприятий, она продержалась до 8 марта 1872 года и была исполнена 63 раза, что было неплохим сроком для подобного сочинения. Партитура оперы никогда не издавалась, и в настоящее время большая часть музыки утеряна.
После «Фесписа» Гилбертом и Салливаном был написан ряд популярных в англоязычных странах комических опер, в том числе «Корабль Её Величества „Пинафор“», «Пираты Пензанса» и «Микадо», которые часто исполняются и по сей день.

## Сюжет
Актёрская труппа во главе с Фесписом, легендарным древнегреческим отцом драмы, временно меняется местами с состарившимися богами на горе Олимп, которых уже все игнорируют. Актёры оказываются комически бездарными правителями. Увидев последующий беспорядок, сердитые боги вернулись и отправили актёров обратно на Землю как «выдающихся трагиков, которых никто не ходит смотреть». Гилберт вернётся к этой теме двадцать пять лет спустя в своей последней опере с Салливаном, «Великий герцог», в которой театральная труппа временно заменяет правителей маленького государства и решается «оживить классические воспоминания об Афинах в самом лучшем виде».